# Caracolear

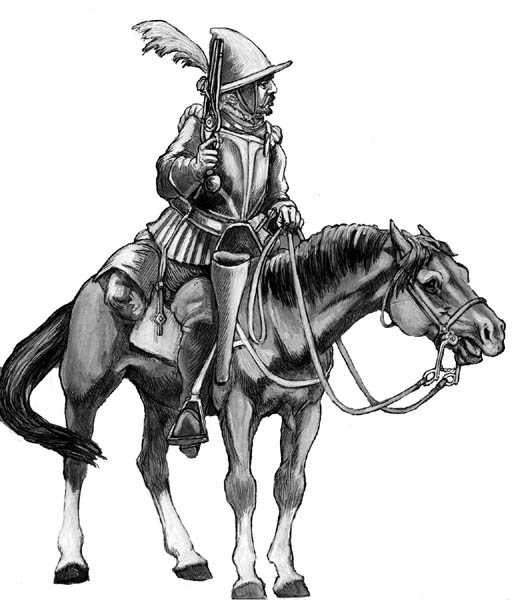
Pinturas acrílicas, Cabasset, Caballería durante el Renacimiento, Historia de Gdansk, Pinturas militares, Pintura de medios mixtos, Soldados

Caracolear se refiere al hecho de dar vueltas el caballo. 
Este manejo sucede siempre que se empieza a trabajar con el caballo a la pierna sobre un círculo espacioso y se va reduciendo cada vez más este círculo hasta concluir en su centro. A esto se le da también el nombre de hacer el caracol, denominándose deshacer el caracol cuando después de haber hecho el caballo un tiempo de firme en el centro, se le obliga a deshacer la misma pista con la mano opuesta, manejo que puede hacerse al paso, al trote y al galope.